# Lila, Bohol
Lila là đô thị hạng 5 ở tỉnh Bohol, Philippines. Theo điều tra dân số năm 2007, đô thị này có dân số 10.801 người.

## Các đơn vị hành chính
Lila về mặt hành chính được chia thành 18 khu phố (barangay).
| - Banban - Bonkokan Ilaya - Bonkokan Ubos - Calvario - Candulang - Catugasan - Cayupo - Cogon - Jambawan | - La Fortuna - Lomanoy - Macalingan - Malinao East - Malinao West - Nagsulay - Poblacion - Taug Lưu trữ ngày 4 tháng 3 năm 2016 tại Wayback Machine - Tiguis |